# Pandemia de COVID-19 en Guayana Francesa
Los primeros casos de la pandemia de enfermedad por coronavirus de 2020 en Guayana Francesa fue reportado por el presidente de la Asamblea Rodolphe Alexandre el 4 de marzo de 2020. El gobierno comunicó que los pacientes provenían de la Francia metropolitana que es azotada por la pandemia desde enero del mismo año.

## Cronología

### Marzo
El 4 de marzo la Asamblea de Guayana, que es el poder ejecutivo de Guayana Francesa en representación del Gobierno de Francia, comunicó que los casos confirmados se dieron y fueron en la comuna Awala-Yalimapo del Distrito de Saint-Laurent-du-Maroni, al noroeste del departamento de ultramar.
El 16 de marzo la compañía Arianespace suspendió sus actividades programadas, así mismo el Puerto espacial de Kourou cerró sus operaciones de lanzamiento, ambos por el temor de la expansión del COVID-19.
El 17 de marzo se registraron 11 nuevos casos confirmados en el territorio de Guayana Francesa, aunque no se informó sobre los distritos donde fueron encontrados.

### Mayo
El 4 de mayo Arianespace anunció que reanudará sus operaciones en junio.